# کارن هکیمیان
کارن هکیمیان (ارمنی: Կարեն Հեքիմյան؛ زادهٔ ۱۱ سپتامبر ۱۹۷۰) یک چهره اجتماعی  اهل ارمنستان است که ریاست سازمان مردم‌نهاد Citizens Rights Protector را برعهده دارد.